# Montapas
Montapas este o comună în departamentul Nièvre din centrul Franței. În 2009 avea o populație de 288 de locuitori.

## Evoluția populației
| An        | 1975 | 1982 | 1990 | 1999 | 2006 | 2009 |
| --------- | ---- | ---- | ---- | ---- | ---- | ---- |
| Populație | 417  | 416  | 305  | 281  | 286  | 288  |